# Le Mans
|  | Per a altres significats, vegeu «Mans». |

Le Mans ( Le Mans (?·pàg.), [ləˈmɑ̃]) és un municipi francès situat al departament de Sarthe i a la regió de País del Loira. És el tercer municipi més gran de la regió després de Nantes, que és la capital, i d'Angers. L'any 1999 tenia 144.500 habitants.

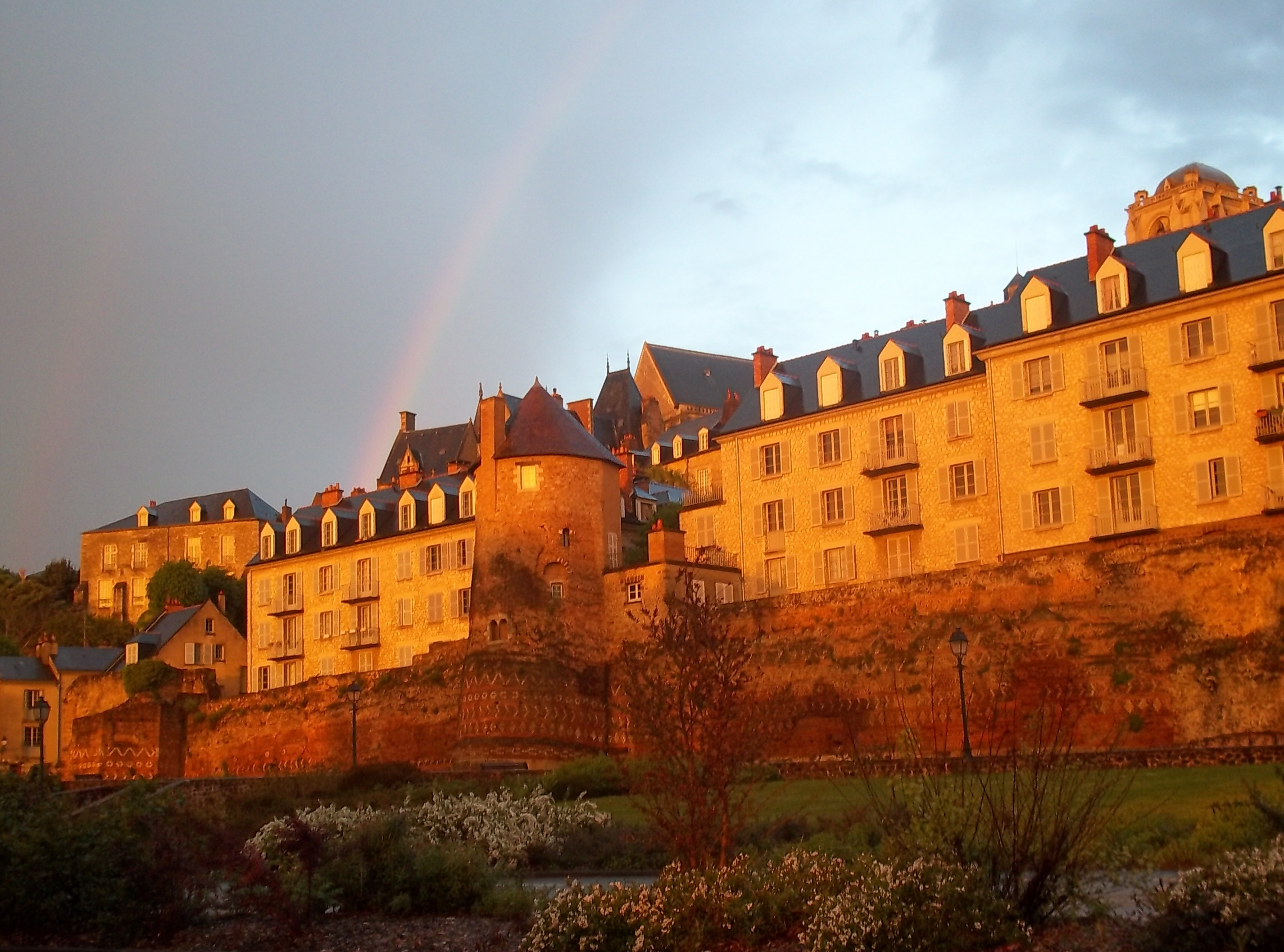
Muralla Gal·lo-romana

## Personatges il·lustres
- Joachim Bouvet (1656-1730) jesuïta, missioner a la Xina.